# Chamaecelyphus violaceus
Chamaecelyphus violaceus är en tvåvingeart som beskrevs av Vanschuytbroeck 1959. Chamaecelyphus violaceus ingår i släktet Chamaecelyphus och familjen Celyphidae. Inga underarter finns listade i Catalogue of Life.